# Eucoptocnemis fimbriaris
Eucoptocnemis fimbriaris là một loài bướm đêm trong họ Noctuidae.